# Cimetière de Loyasse
Le cimetière de Loyasse est situé à Lyon (5e arrondissement), sur la colline de Fourvière.
Créé en 1807, c'est le plus ancien cimetière de Lyon encore en activité.
D'abord localisé à l'est de l'actuelle rue du Cardinal-Gerlier (anciennement : « chemin de Loyasse »), ouvrant au n° 40, il a été agrandi en septembre 1853 de l'autre côté de cette rue (n° 43), de sorte qu'on distingue officiellement l'« ancien cimetière » et le « nouveau cimetière ».

## Situation et description
Le cimetière est situé sur le versant nord de la colline de Fourvière, à environ 500 m à l'ouest de la basilique de Fourvière et 200 m au nord-ouest du théâtre gallo-romain. 
La superficie totale est d'environ 12 hectares. L'ancien cimetière (environ 4,5 ha) est délimité par : la rue du Cardinal Gerlier, la rue Pauline-Marie Janicot et la rue Henri Le Châtelier ; le nouveau cimetière par : la rue du Cardinal Gerlier, puis montée de l'Observance, le chemin du Bas de Loyasse (avec le fort de Loyasse au nord) et des terrains privés au sud.
Il est accessible par la ligne de bus 90 des Transports en commun lyonnais (TCL), à l'arrêt « Cimetière Loyasse ».
Il dispose d'un carré musulman (carré 43), situé dans l'ancien cimetière.

## Histoire

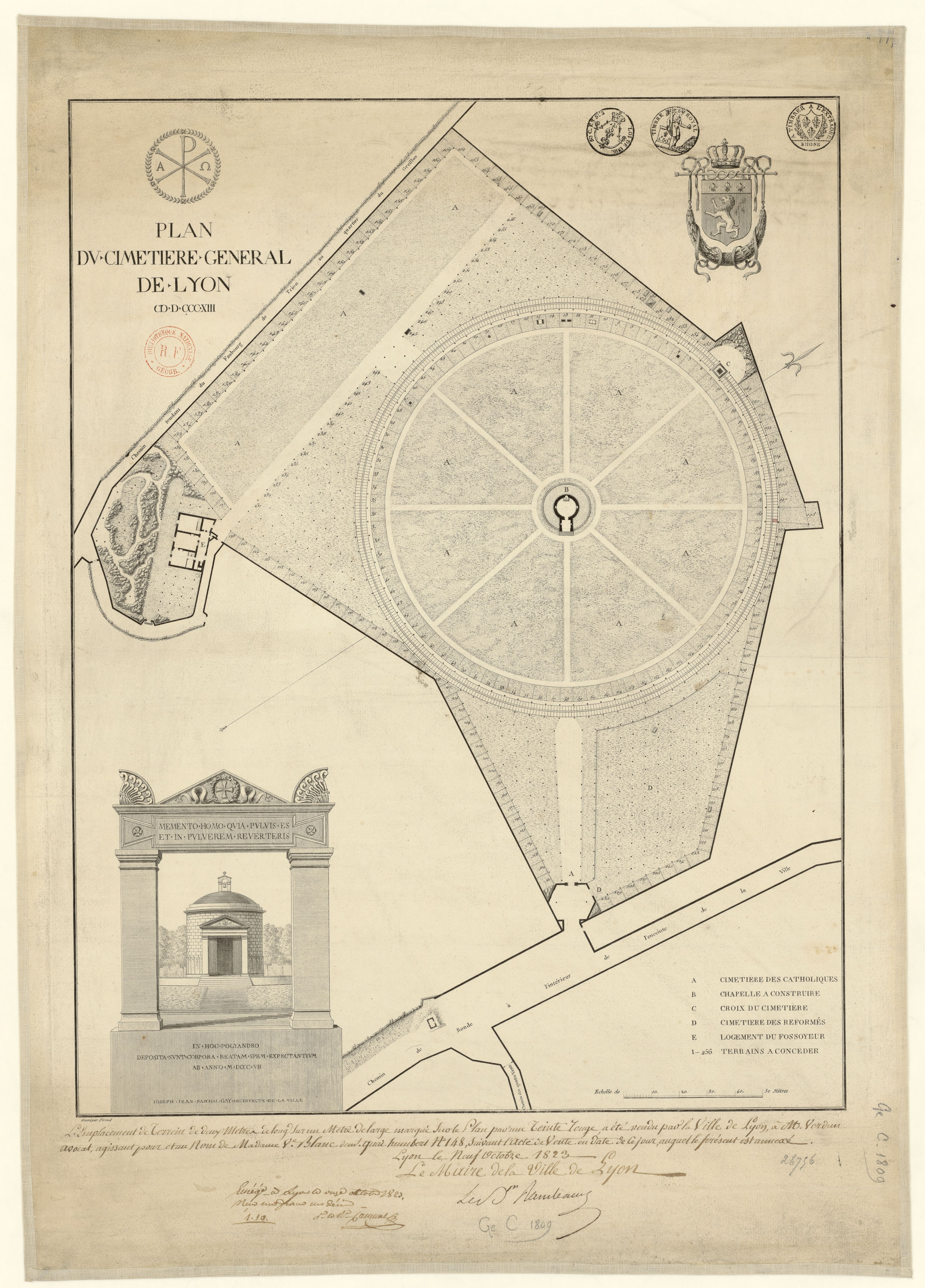
Premier plan lithographié,
par Pascal Gay (1813).

### Préliminaires (1775-1805)
Dès 1775, le problème de l'inhumation se pose à Lyon : une assemblée ecclésiastique se plaint au roi que les cimetières jouxtant les églises de la ville « débordent ». Celui du quartier dense du Vieux Lyon jouxte l'église Saint-Just. L'année suivante, la déclaration royale de Louis XVI du 10 mars 1776 fixe les règles de sépultures en huit points. Cette disposition n'a pas d'effet et il faut attendre le décret du 23 prairial an XII (12 juin 1804). Ce décret régit encore les cimetières français dans leurs dispositions essentielles.
À l'époque où les Lyonnais envisagent de créer un cimetière municipal, le chirurgien et futur maire de Lyon Jean-Jacques Coindre propose en mars 1791 un projet dessiné par l'architecte Jacques Marcoux qui comprend soixante fosses communes pouvant accueillir 4 000 morts. Il est approuvé par le Conseil municipal le 15 décembre 1800.
Le 6 août 1805, un traité est signé et des travaux sont démarrés pour ouvrir un nouveau cimetière sur le territoire des Sablons à Montchat où un terrain de 6,5 hectares est disponible. Au même moment, le cimetière des Quatre-Vents de l'église Saint-Just arrive à saturation : l'acquisition d'un terrain à Loyasse est alors signée. Les trois sites, Montchat, Loyasse et Croix-Rousse sont définitivement adoptés par le Conseil municipal le 21 juillet 1806. Ce choix est validé par un arrêté du ministère de l'Intérieur le 17 juillet 1807 et par un décret impérial le 13 août 1807. Le cardinal Fesch s'oppose alors avec le clergé à l'installation à Montchat, trop éloigné de la ville ; le site de la Croix-Rousse est aussi abandonné.

### L'ancien cimetière

#### Mise en place
L'acquisition du terrain de Loyasse, qui fait 3,6 hectares, est signée avec Rivay le 26 avril 1806 et l'acte définitif d'achat le 7 octobre 1807. C'est Joseph Jean Pascal Gay, architecte de la ville, qui en dessine le plan. Le cimetière des Quatre-Vents ayant alors été fermé, les inhumations commencent immédiatement. Quatre terrains attenants sont aussi acquis entre 1807 et 1810.
Le 17 juillet 1830, le chanoine Joseph Caille fait un don de 32 ares affectés à l'enterrement des ecclésiastiques, appelé « cimetière des prêtres ». Il vend en même temps 84 ares pour agrandir le cimetière général. La dernière extension de l'« ancien cimetière » a lieu le 4 février 1840, par l'achat du clos Lièvre. Deux propriétés sont acquises en septembre 1853 pour former le « nouveau cimetière ».
Le carré des prêtres, actuellement géré par la chancellerie du diocèse de Lyon, comprend plus de 750 tombes de prêtres et on y enterre toujours.

#### Premières inhumations

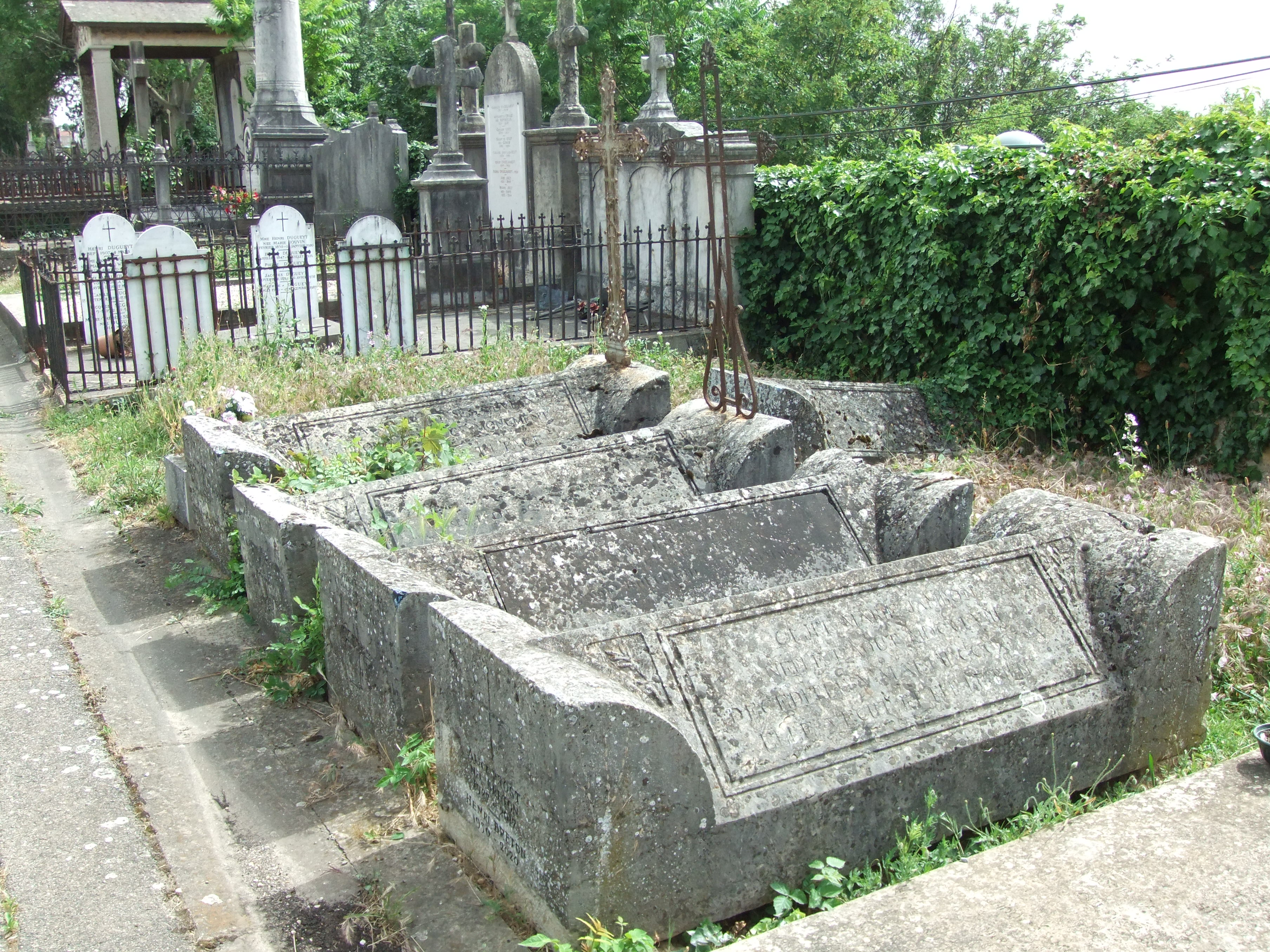
Tombe de Philibert Jambon et sa famille, au cimetière de Loyasse.

Les premières tombes sont installées en septembre 1808, après une simple clôture du terrain récemment acquis. 269 personnes sont enterrées cette année, puis 1 094 en 1809. Les tombes les plus anciennes encore présentes datent de 1809, telles que celles de la famille Jambon, dont Philibert Jambon inventeur de la prothèse externe mécanique, et celle de Jacques Barraband.

### Un cimetière de riches

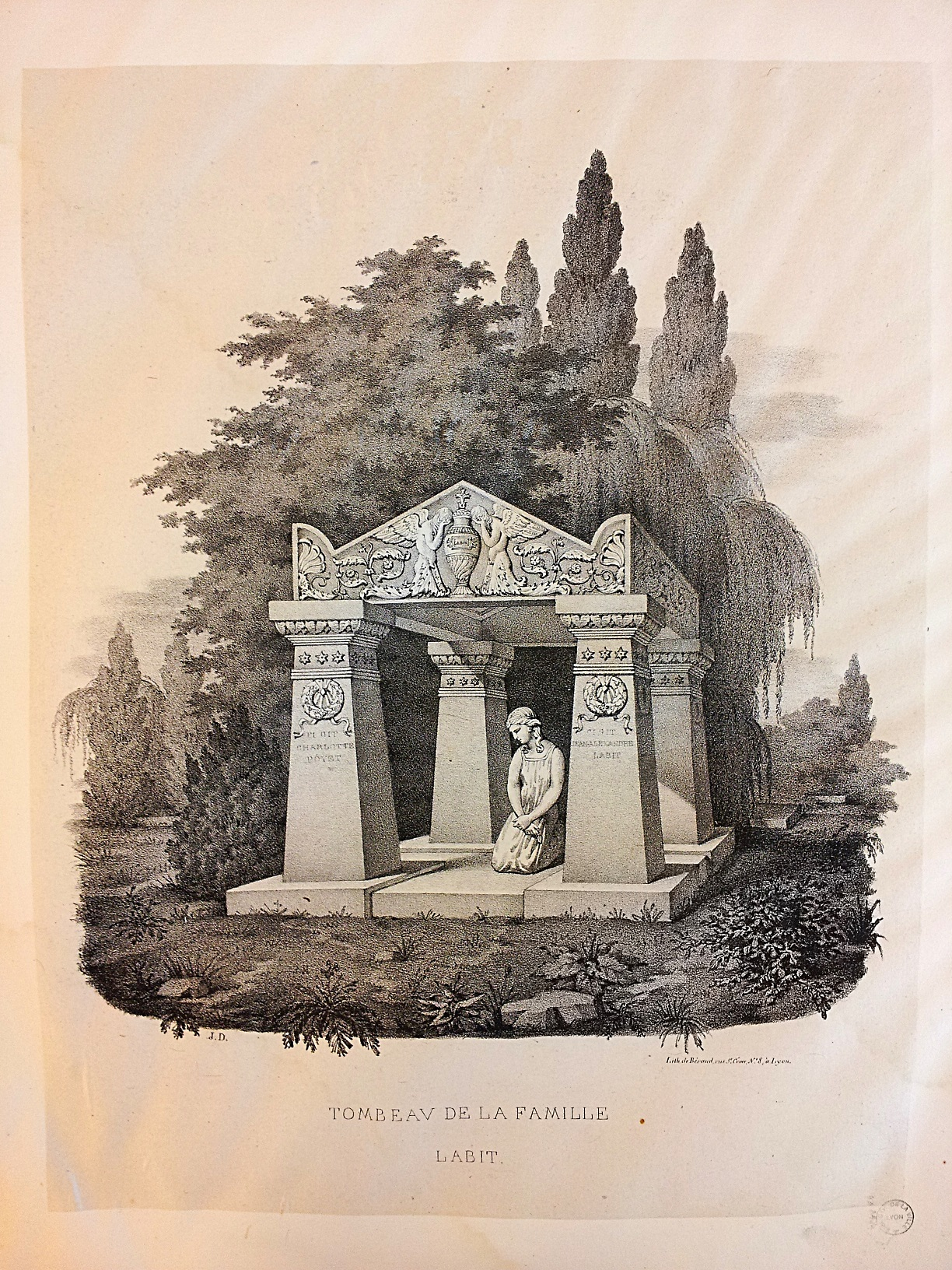
Tombe de la famille Labit, lithographie de Béraud (1829).

Dans les années 1830, sur plus de 5 000 décès annuels, seuls 1 500 lyonnais étaient enterrés à Loyasse. La plupart des autres finissaient dans les fosses communes du cimetière de la Madeleine à La Guillotière, donc en dehors des lieux définis par la loi. Une inhumation simple à Loyasse sur un emplacement de 5 ans non renouvelable, coûtait 34 francs, une somme inaccessible à la plupart des gens. De plus, l'espace réservé aux sépultures ordinaires s'est réduit au fur et à mesure de la création des concessions, un phénomène qui s'est accéléré à partir du 21 février 1850, à l'institution des concessions de 15 et 30 ans.

#### Les concessions perpétuelles
Le Conseil municipal vote un arrêté le 4 janvier 1810 permettant l'aliénation de parcelles carrées de 25 m2, dites « masses »,, en concessions perpétuelles. Le tarif et les conditions sont fixés le 28 janvier 1811 et le décret d'application publié le 18 avril 1812. Un registre n'est ouvert qu'en février 1813, la plus ancienne concession datée et toujours visible est celle de Marc-Antoine Petit, créée le 11 mars 1813.
Le 16 décembre 1963, le Conseil municipal vote de nouveaux tarifs et supprime la concession perpétuelle. Cette suppression n'étant pas rétroactive, de nombreuses concessions sorties d'usage restent abandonnées.
À la fin du XXe siècle, la municipalité fait de nombreux efforts pour sauvegarder le patrimoine en recherchant activement les ayants droit et instaurant la cession à particulier contre un franc symbolique obligeant le remontage et la restauration du monument concerné sur un autre emplacement. Mais en 1996, aucun d'entre eux n'était classé monument historique, et des tombes d'importance historique continuent de disparaître, telle celle d'Antoine Péricaud.

### Contraintes du site

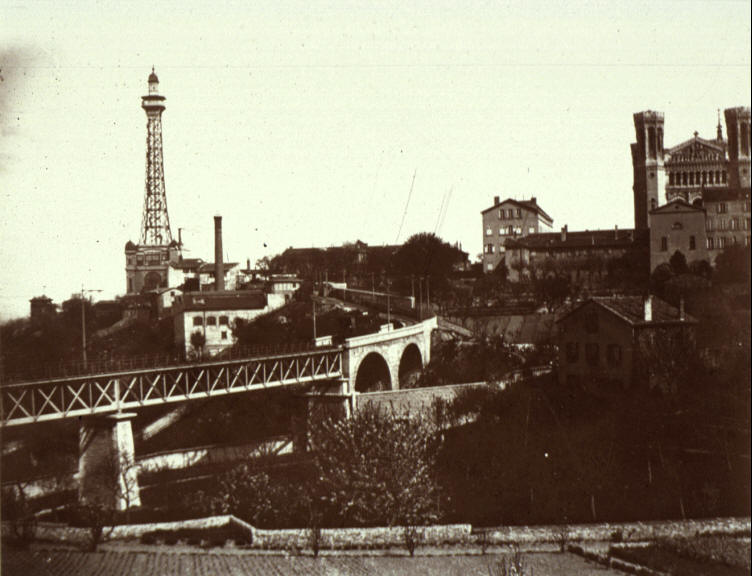
Train entre Fourvière et le cimetière vers 1910.

Malheureusement, le site s'avère malcommode. On s'aperçoit qu'il est exposé à tous les vents : en 1825, la croix qui orne l'entrée du cimetière est abattue par la tempête. Les murs sont endommagés par une tornade en 1847 et deux mille tuiles doivent être remplacées. Le terrain n'est guère plus propice : il est situé à l'ouest du plateau de la Sarra sur un terrain instable qui occupe les ruines romaines de la partie ouest de Lugdunum. Le terrain est instable à tel point que, dès 1810, le mur de la terrasse s'effondre. La nature imperméable du terrain empêche même la décomposition des corps.
De plus, le cimetière est très difficile d'accès car situé à l'extrémité de la ville d'alors et de surcroît, au sommet du plateau qui domine le centre de Lyon de plus de cent mètres : on accède au plateau par des escaliers abrupts ou bien par des détours considérables. Le transport des corps sera tout de même amélioré lors de la création du funiculaire entre Saint-Paul et Fourvière (surnommé « la ficelle des morts ») le 6 décembre 1900 puis du train entre Fourvière et le cimetière.

## Intérêt architectural

### Styles des tombes

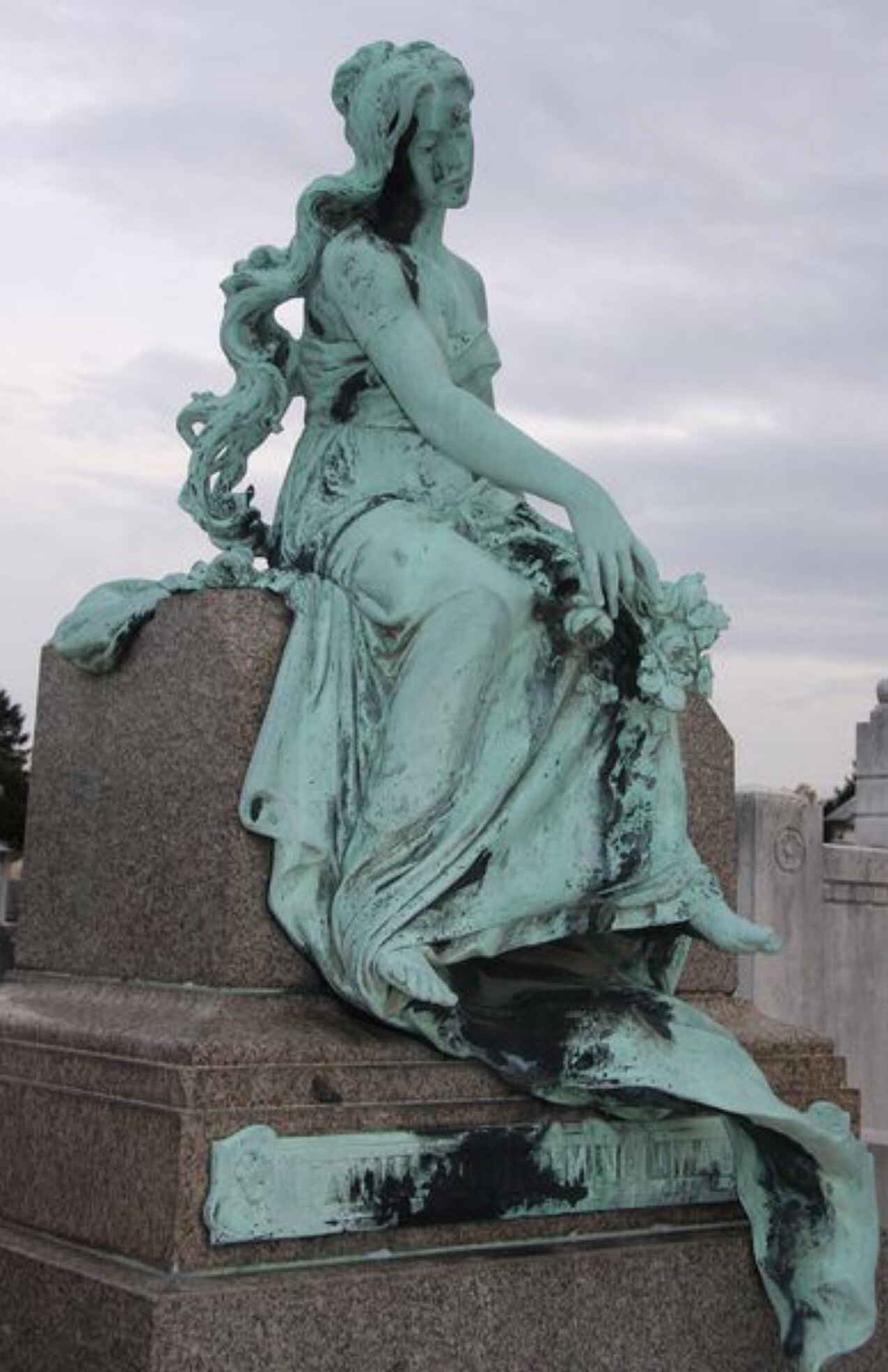
La Douleur, sur la tombe Guilleminet (1903) par Philibert Claitte.

Outre le fait qu'étant placé sur les hauteurs de Lyon, à la limite de la commune de Sainte-Foy-les-Lyon, il permet d'avoir une très belle vue sur le centre de la ville, il offre surtout une panoplie de styles impressionnante. Par comparaison avec les cimetières des villes régionales, celui de Loyasse possède en particulier « l'abondance, la diversité, la qualité des œuvres néo-antiques, architecture et décoration : à Lyon, l'antique est vivant ». Il présente une variété importante de chapelles et monuments représentatifs de l’art du XIXe siècle avec de grands noms de la sculpture et de l’architecture lyonnaise : Pierre Bossan, Paul Chenavard, Joseph Chinard, Charles Dufraine, Henri Prost.
Les tombes qui y sont édifiées ont suivi les modes architecturales de leur époque et les particularités de ceux qui y reposent. On y rencontre quelques tombes des premiers temps en forme de sarcophages, de simples tombeaux avec gisants, des effigies et des bustes d'artistes locaux, des monuments en forme de pyramides ou de style Art déco, néo-classiques, néo-gothiques, dont certains sont magnifiques et toujours en excellent état.
Nombreux sont les effigies et les bustes représentant des artistes locaux, peintres, architectes, et des personnalités, des maires de Lyon comme Antoine Gailleton ou Édouard Herriot, dont les portraits ornent leurs tombes respectives près de l'entrée du cimetière.

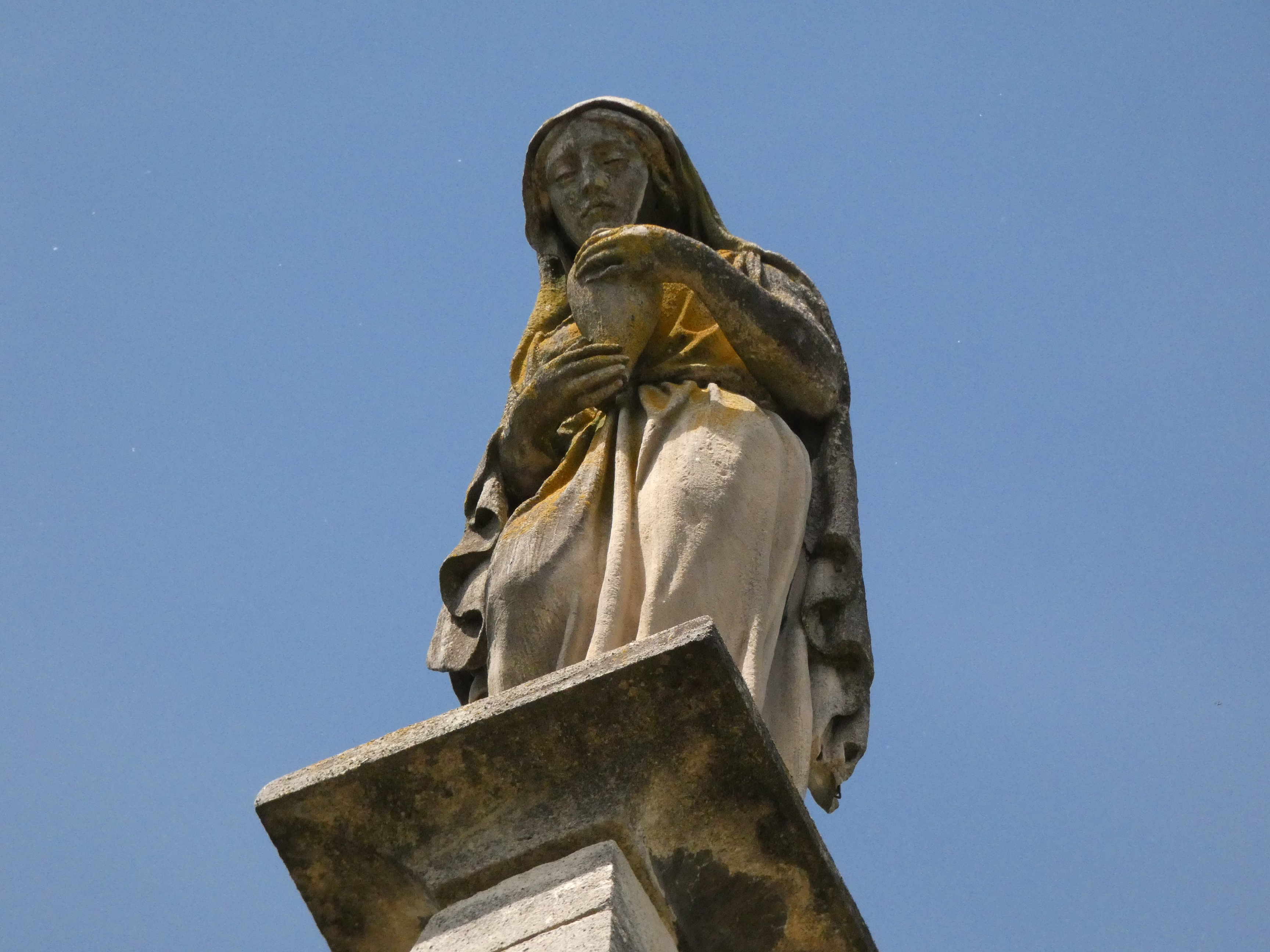
Pleureuse de la tombe Pléney.

On y découvre aussi des monuments atypiques : celui de Nizier Anthelme Philippe dit « Maître Philippe », un mystique chrétien dont la tombe est constamment et abondamment fleurie et le grand if qui l'abrite porte de nombreux petits papiers pliés comme autant d'ex-votos ; celui de la famille Guimet avec son dôme de plaques colorées ; ou celui de la famille Pléney qui domine tous les autres avec sa pyramide de plus de dix mètres de haut qui se termine par une sculpture représentant une pleureuse dont le chagrin s'écoule dans un vase.
Jean-François Legendre-Héral, sculpteur et professeur de sculpture à l’École spéciale des arts de dessin de Lyon (future École des Beaux-Arts), réalisa plusieurs sculptures funéraires présentes au cimetière, dont Jeune femme sur la tombe de la famille Monnier datant de 1827, et Ange priant de 1835 surmontant la tombe d’Antoine Pinet mort à l'âge de 4 ans.

### Monument des sapeurs-pompiers
À la croisée des deux grandes allées du cimetière ancien, se situe un monument à la mémoire des sapeurs-pompiers de Lyon morts au feu. Il a été érigé en 1896. Deux fois par an, une commémoration entretient le souvenir de ces soldats morts au feu, dont le 4 janvier pour la commémoration de la catastrophe de Feyzin.

## Tombes de personnages célèbres

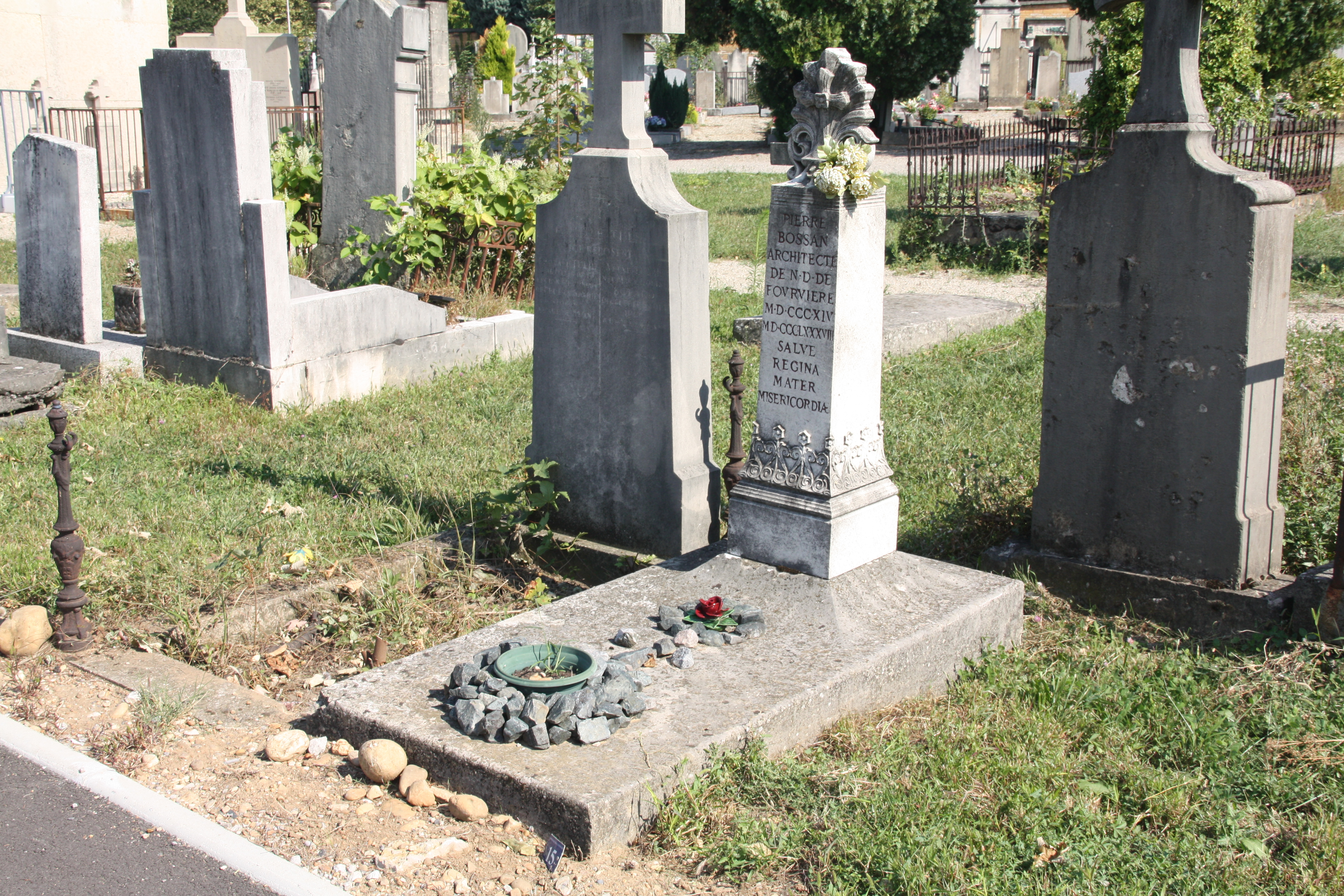
Tombe de Pierre Bossan.

Le cimetière de Loyasse est considéré comme le lieu de repos de nombreux Lyonnais célèbres, à l'instar du cimetière du Père-Lachaise à Paris. On y trouve ainsi :
Dans l' « ancien cimetière » :
- quatre maires de Lyon : 
  - Pierre-Thomas Rambaud (1754-1845), en fonction de 1818 à 1826,
  - Antoine Gailleton (1829-1904), en fonction de 1881 à 1900,
  - Édouard Herriot (1872-1957),  en fonction de 1905 à 1940 et de 1945 à 1957,
  - Gérard Collomb (1947-2023), en fonction de 2001 à 2017 et de 2018 à 2020 ;
- Adolphe Appian (1818-1898), artiste peintre surnommé « le Delacroix du fusain » ;
- Aimé Baboin (1809-1870), industriel de la soie, cofondateur de l'École centrale de Lyon ;
- Jacques Barraband (1767-1809), artiste peintre, professeur à l'école des Beaux-Arts ;
- Lucien Bégule (1848-1935), peintre verrier et archéologue, auteur de nombreux vitraux dans la région lyonnaise ;
- Antoine Berjon (1754-1843), artiste peintre, portraitiste et miniaturiste ;
- Antoine Blanc de Saint-Bonnet (1815-1880), philosophe ;
- Jean-Claude Bonnefond (1796-1860), artiste peintre (médaillon sculpté par Guillaume Bonnet) ;
- Amédée Bonnet (1809-1858), médecin et chirurgien de l'Hôtel-Dieu de Lyon ;
- Guillaume Bonnet (1820-1873), sculpteur ;
- Gabriel Bonvalot (1853-1933), explorateur, député ;
- Pierre Bossan (1814-1888), architecte diocésain et architecte de la Basilique Notre-Dame de Fourvière ;
- Florian Bruyas (1901-1974), sénateur ;
- Christophe Crépet (1807-1864), architecte de l’église Saint-Pothin ;
- Tony Desjardins (1814-1882), architecte en chef de la ville de Lyon et architecte diocésain ;
- Antoine Duclaux (1743-1848),  artiste peintre de l'École de Lyon, inhumé dans la chapelle Testenoire ;
- Joseph-Hugues Fabisch (1812-1886), sculpteur, inhumé dans la chapelle Testenoire ;
- abbé Faivre (1809-1873), aumônier militaire ;
- Ferdinand Ferber (1862-1909), pionnier de l'aviation ;
- Joannis Ferrouillat (1820-1903), homme d'État ;
- Marcel E. Grancher (1897-1976), journaliste, éditeur, écrivain ;
- François-Emmanuel Guignard de Saint-Priest (1735-1821), diplomate et homme d'État ;
- Marie Antoine Alexandre Guillermond (1876-1945), botaniste ;
- André Alexandre Guillermond (1812-1890), pharmacien, inventeur du cachet[18] ;
- Émile Guimet (1836-1918), qui a donné son nom au musée des arts asiatiques à Paris ;
- Louis Janmot (1814-1892), peintre et poète ;
- Pauline-Marie Jaricot (1799-1862), déclarée vénérable en 1963 (cénotaphe) ;
- Jean Espérance Blandine de Laurencin (1740-1812), aéronaute du premier vol lyonnais à bord du « Flesselles » en 1784 ;
- Jules Lavirotte (1864-1929), architecte ;
- Claude Le Marguet (1868-1933), écrivain ;
- Joannès Marietton (1860-1914), homme politique, député ;
- Georges Montagnier (1892-1967), romancier, poète et auteur dramatique ;
- Régis Barthélemy Mouton-Duvernet (1770-1816), général de la Révolution et de l'Empire dont une station du métro de Paris porte le nom ;
- Nizier Anthelme Philippe (1849-1905), mystique et guérisseur ;
- Louis Pons  (1778-1847), fondateur de la banque Morin-Pons ;
- Jean Seignemartin (1848-1875), artiste peintre ;
- Nicolas Sicard (1846-1920), artiste peintre ;
- Augustin Alexandre Thierrat (1789-1870), artiste peintre et conservateur de musée ;
- Anthelme Trimolet (1798-1866), artiste peintre (exhumé) ;
- Paul de Vivie dit « Vélocio » (1853-1930), coureur cycliste ;
- Jean-Baptiste Willermoz (1730-1824), franc-maçon.

Dans le « nouveau cimetière » :
- Paul Chenavard (1807-1895), artiste peintre.

## Archéologie

### Le site du cirque de Lyon?
A la fin du XIXe siècle, Hippolyte Bazin situe l'hypothétique cirque antique de Lyon au nord ouest du plateau de Fourvière, le long de la rue Pauline-Marie-Jaricot, limité au sud par la rue Roger-Radisson, et s'étendant au nord sur le cimetière de Loyasse. 
Cette hypothèse, que n'étaie à ce jour aucune preuve archéologique, est reprise en 2019 dans l'Atlas topographique de Lugdunum.

### L'atelier de potier de Loyasse (1967)
Des fouilles menées par l'archéologue (bénévole) René Pelletier permettent d'y découvrir en 1967 un atelier de poterie installé à l’emplacement du cimetière[pas clair] à la fin du Ier siècle av. J.-C. et au Ier siècle apr. J.-C.
René Pelletier trouve des céramiques datant le site du règne d'Auguste (27 av. J.-C.-14 apr. J.-C.) à la fin des Antonins (vers 190 apr. J.-C.)

### Autres découvertes
En avril 2025, des fouilles mettent à jour des vestiges du Ier siècle après J.-C. dont les fondations d'une porte monumentale et d'une voie romaine.

## Galerie

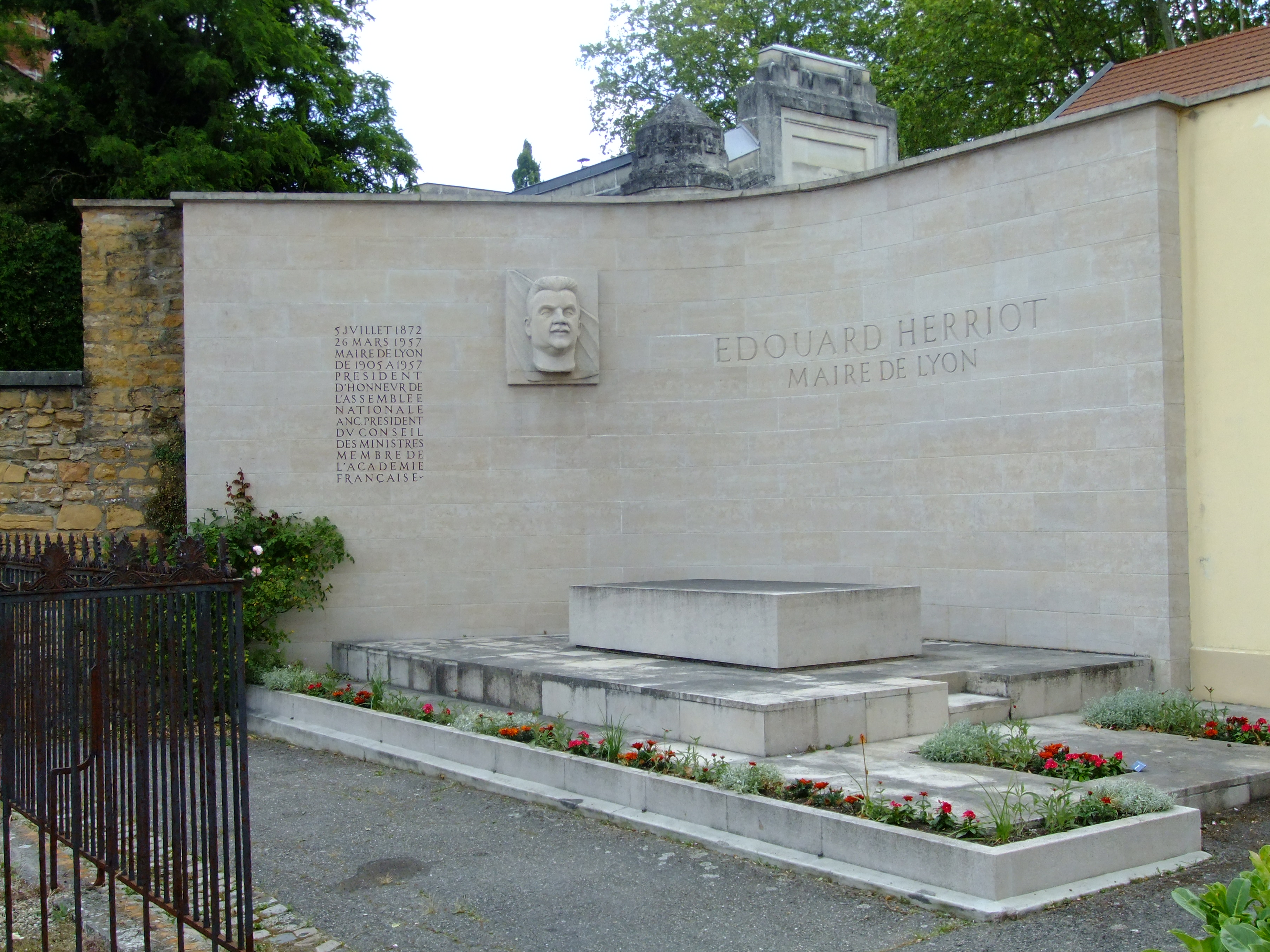
Tombe et mémorial d'Édouard Herriot.
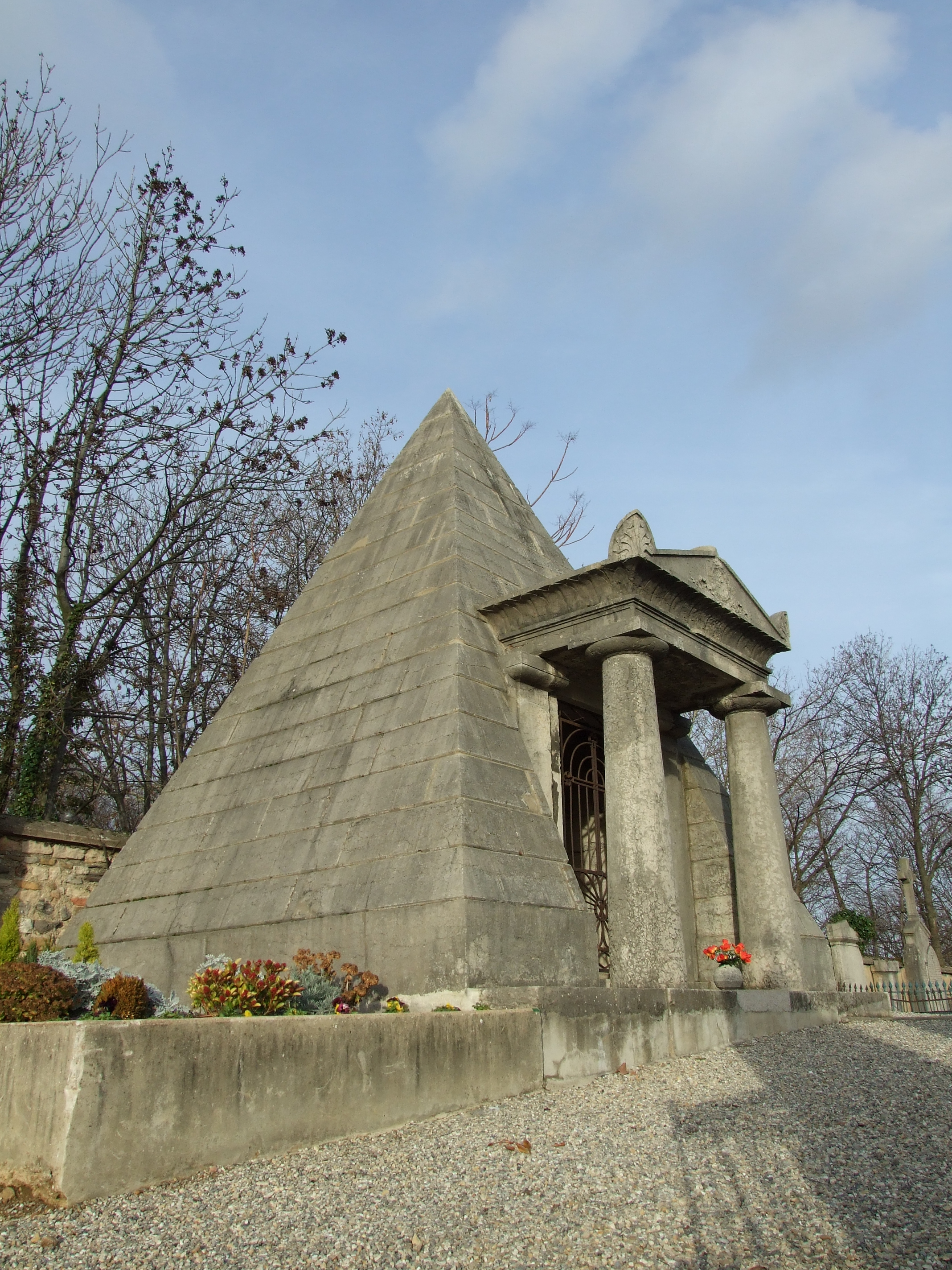
Monument pyramidal Ricard.
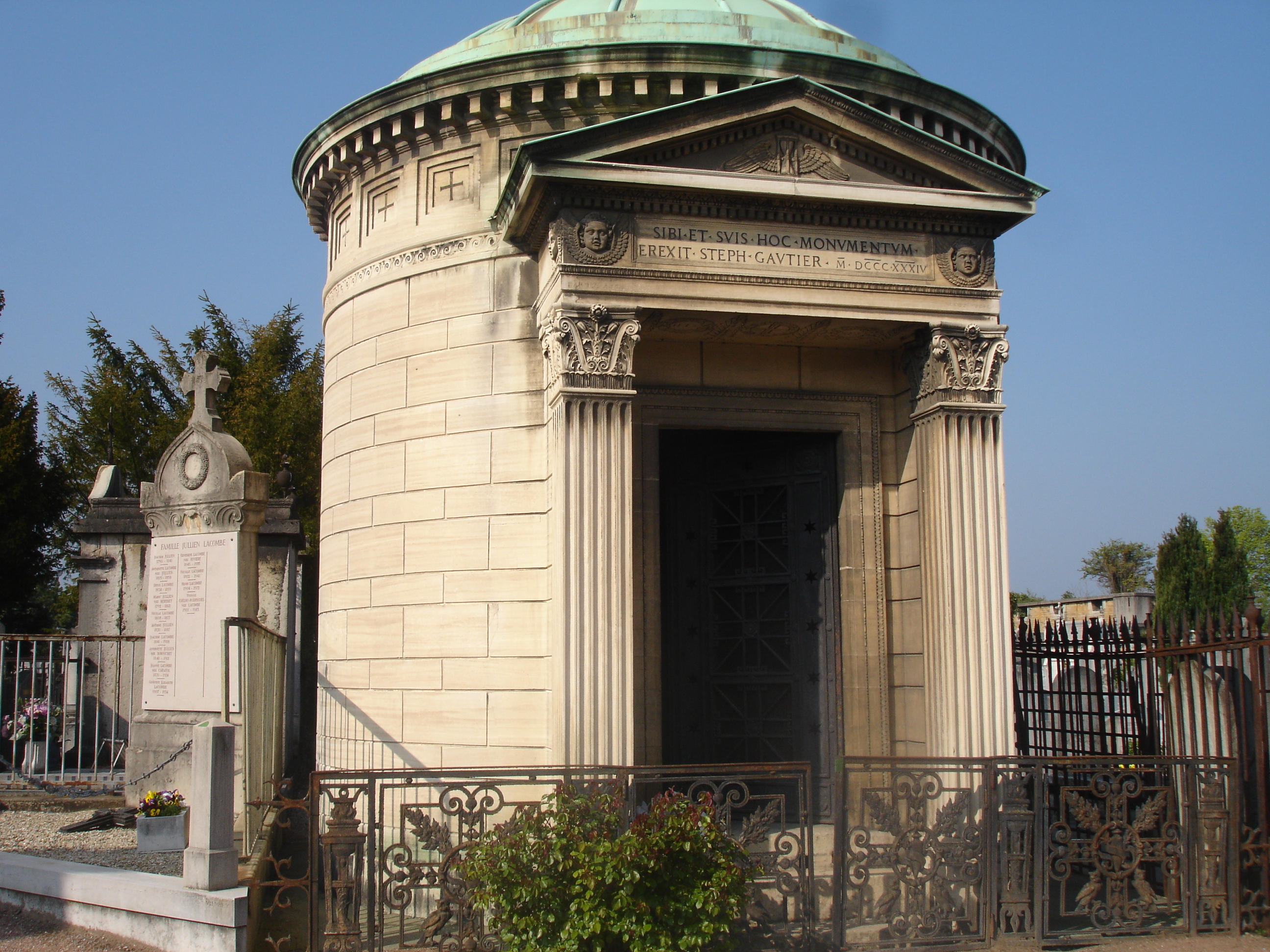
Monument néo-classique.
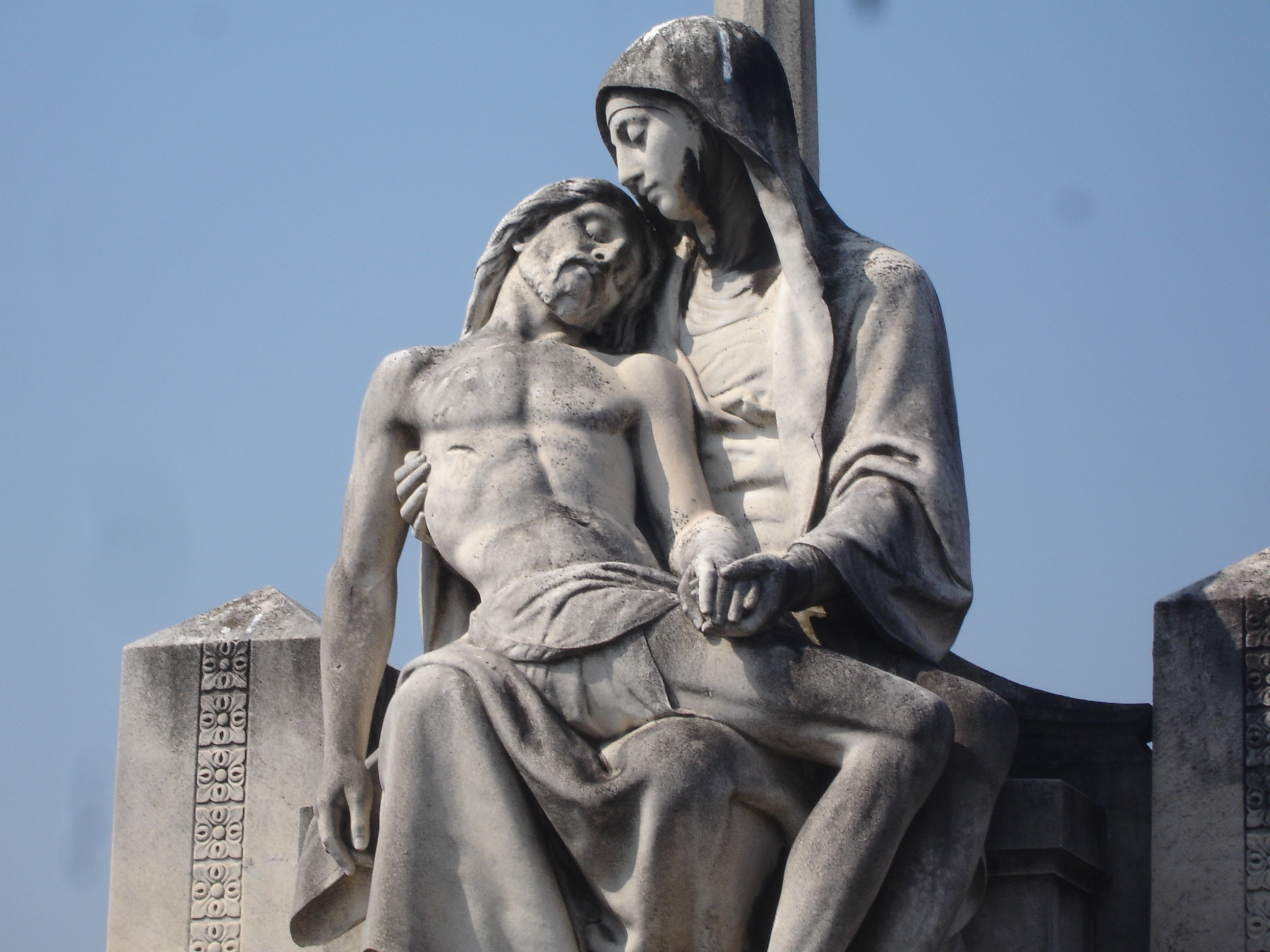
Une Pietà, sculpture de Charles Dufraine.
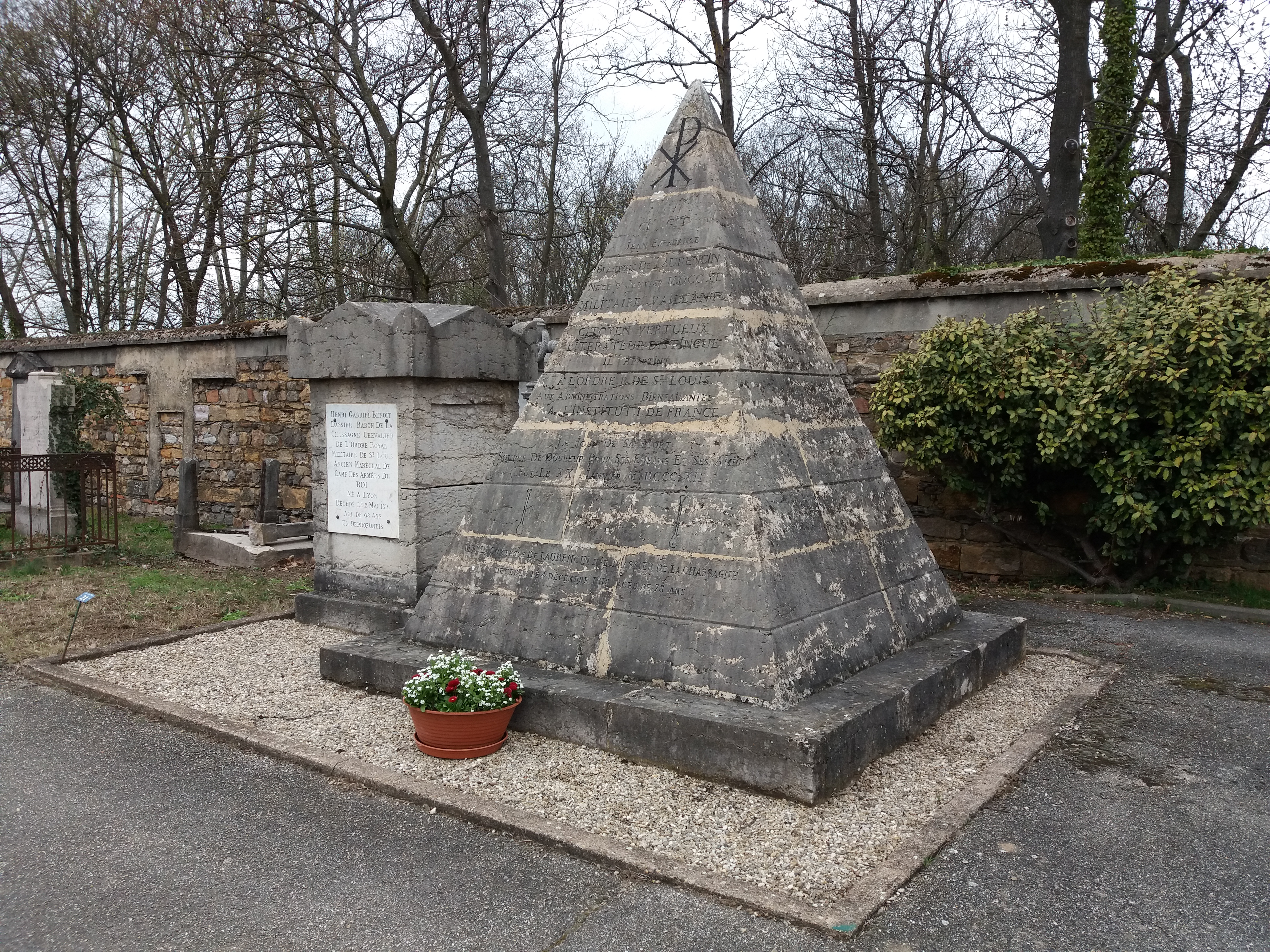
Pyramide de Jean Espérance Blandine de Laurencin.
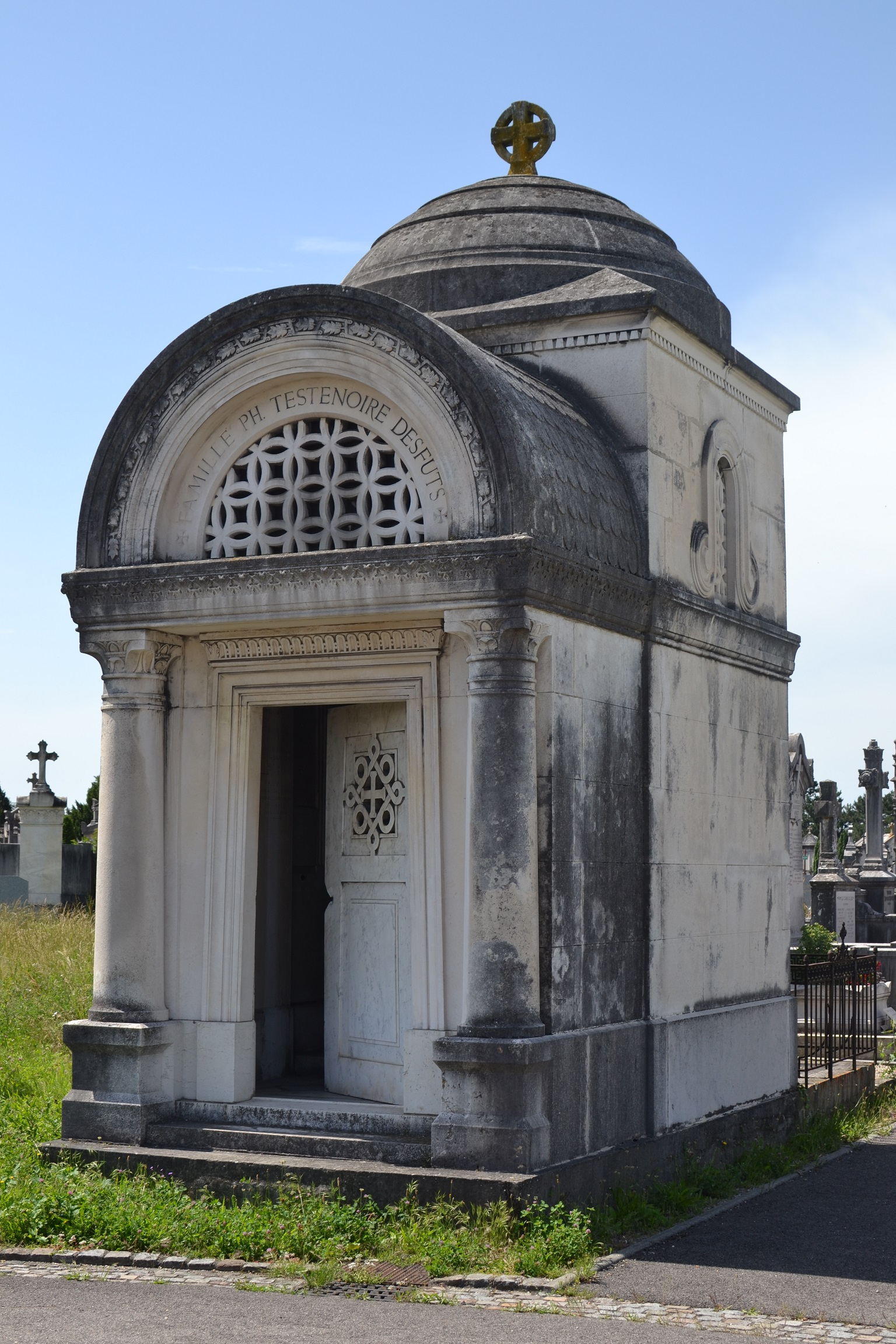
Chapelle Testenoire où sont inhumés Joseph Fabisch et Antoine Duclaux.
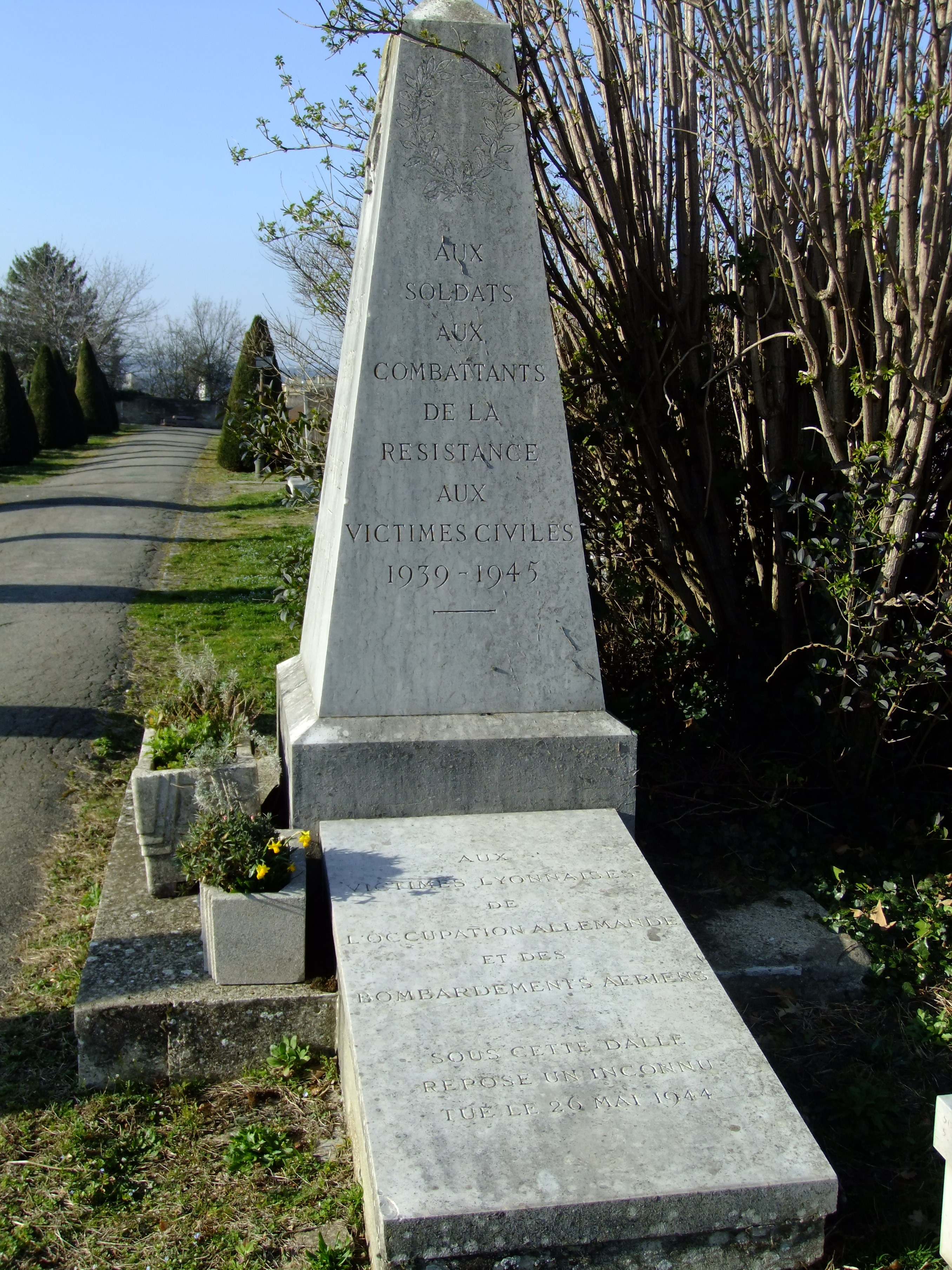
Mémorial Soldat inconnu 1939-1945, nouveau cimetière.
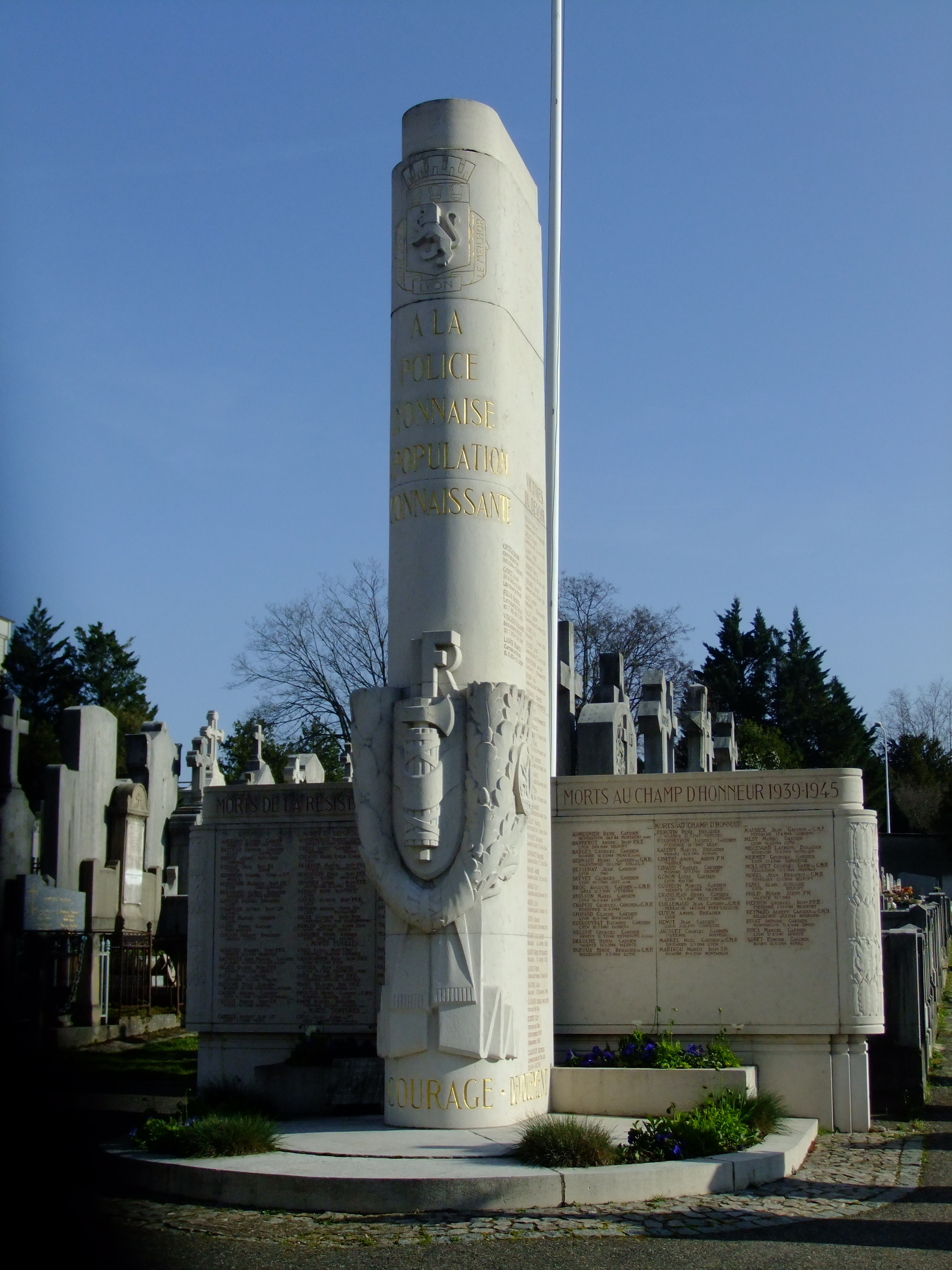
Mémorial Police 1914-1918, nouveau cimetière.
Plan du cimetière en 1898.